# Jo Dong-gi
Jo Dong-gi (조동기?; Gangwon, 21 maggio 1971) è un allenatore di pallacanestro ed ex cestista sudcoreano, di ruolo centro, allenatore della squadra in carrozzina dei Chuncheon Tigers.

## Carriera
Con la Corea del Sud ha giocato le Olimpiadi del 1996. Si è ritirato nel 2002 dopo aver giocato in Korean Basketball League con i Busan Kia Enterprise, poi denominati Ulsan Mobis Automons.